# Fianna Fáil
A Fianna Fáil (IPA: fʲiən̪ˠə ˈfˠaːlʲ; jelentése "A végzet harcosai" vagy "Fál (Írország) harcosai"), hivatalos nevükön Fianna Fáil – A Republikánus Párt egy konzervatív és kereszténydemokrata párt Írországban.

## Ideológiája
Az 1990-es években a Fianna Fáilt konzervatív-nacionalista, a 2010-es évekre pedig vitatottan liberális pártként pozícionálták be, szavazótáborát több réteg teszi ki.  A párt tartós elkötelezettséget mutat az ír egység; az ír nyelv megőrzése; és az ír katonai semlegesség mellett. Populistább, nacionalistább és gazdaságilag intervenciópártibb, mint a Fine Gael.
Nevében és logóján a „Republikánus Párt” felirat szerepel. A Fianna Fáil szerint "a republikánus itt a sziget egységét és az európai köztársasági filozófia történelmi alapelvei, nevezetesen a szabadság, az egyenlőség és a testvériség iránti elkötelezettséget jelenti". A párt fő céljai közé tartozott alapításakor az Ír-sziget egyesítése.

## Fordítás
Ez a szócikk részben vagy egészben  a   Fianna Fáil című angol Wikipédia-szócikk ezen változatának fordításán alapul.  Az eredeti cikk szerkesztőit annak laptörténete sorolja fel. Ez a jelzés csupán a megfogalmazás eredetét és a szerzői jogokat jelzi, nem szolgál a cikkben szereplő információk forrásmegjelöléseként.